# Tachydromia theobaldi
Espèce
Tachydromia theobaldi est une espèce fossile d'insectes diptères de la famille des Hybotidae.

## Classification

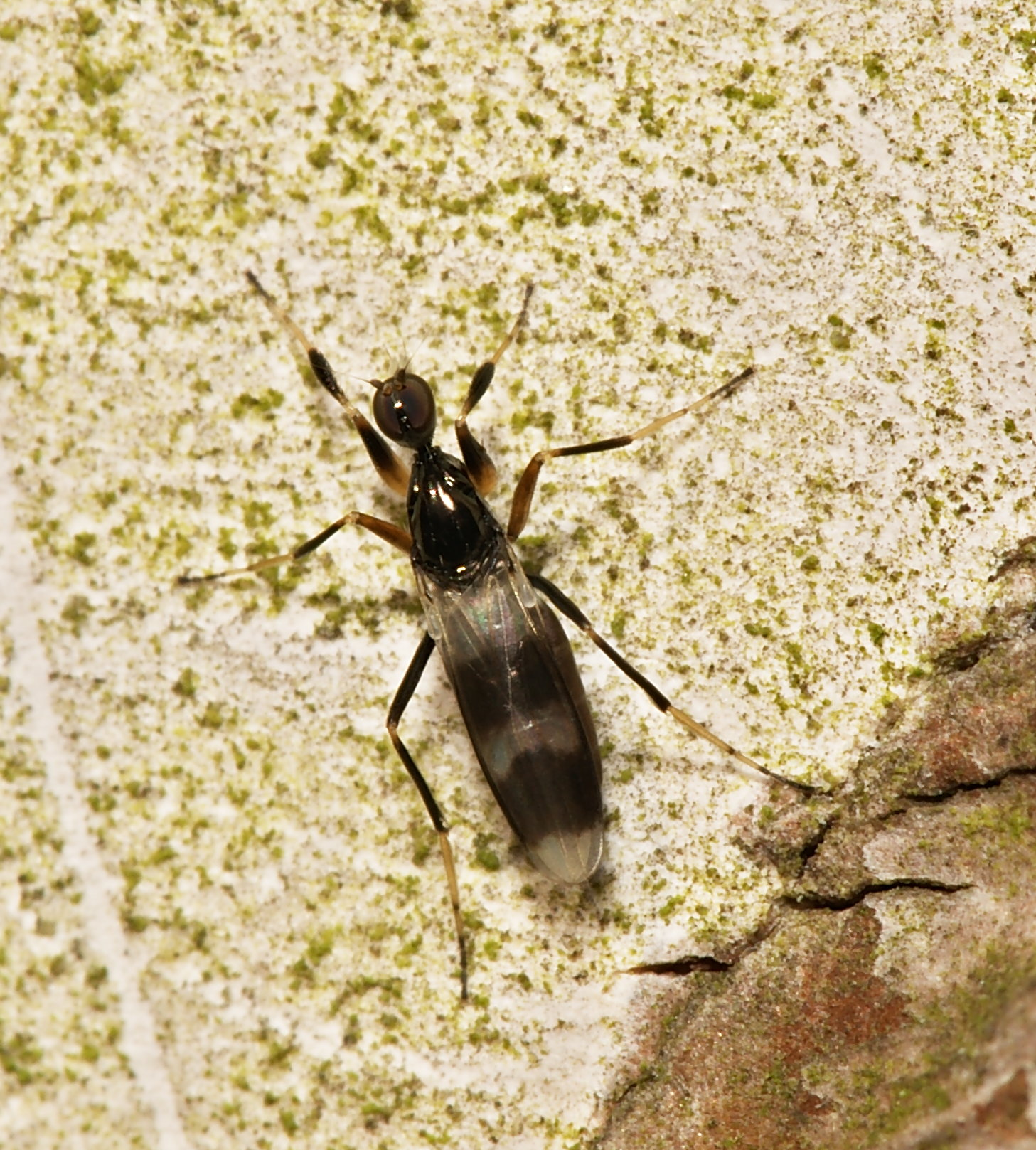
Tachydromia arrogans espèce sœur vivante.

L'espèce Tachydromia theobaldi est décrite en 1943 par le naturaliste français Jean Timon-David (d) (1902-1968).

## Étymologie
Son épithète spécifique, theobaldi, lui a été donnée en l'honneur de Nicolas Théobald (1903-1981), « auteur d'importantes recherches sur les Insectes oligocènes »,.

### Publication originale
- [1943] Jean Timon-David (d), « Insectes fossiles de l'Oligocène inférieur des Camoins (Bassin de Marseille). I - Diptères Brachycères », Bulletin de la Société Entomologique de France, vol. 48,‎ 1943, p. 128-134 (DOI 10.3406/bsef.1943.15695, lire en ligne).